# Miljkovac (Plužine)
Pour les articles homonymes, voir Miljkovac.
Miljkovac (en serbe cyrillique : Миљковац) est un village de l'ouest du Monténégro, dans la municipalité de Plužine.

## Démographie

### Évolution historique de la population
| 1948 | 1953 | 1961 | 1971 | 1981 | 1991 | 2003 |
| ---- | ---- | ---- | ---- | ---- | ---- | ---- |
| 118  | 300  | 147  | 113  | 53   | 28   | 16   |